# Flexity Classic
Flexity Classic är en spårvagnsmodell som tillverkas av Bombardier Transportation. 
Den kör på spårvidden 1435 millimeter (normalspår), men också 1000 millimeter (i Essen), 1450 millimeter (i Dresden) och 
1458 millimeter (i Leipzig). Flexity Classic byggs antingen som en tvåriktningsvagn eller en enriktningsvagn.[källa behövs]
Vagntypen finns bland annat i flera tyska städer, exempelvis Frankfurt am Main och Leipzig, Norrköping och Göteborg i Sverige, Kraków i Polen och Adelaide i Australien. Mellan augusti 2010 och december 2020 trafikerade den även Stockholms spårvägslinje Spårväg City.[källa behövs]

## Lokala typbeteckningar

### M06 i Norrköping

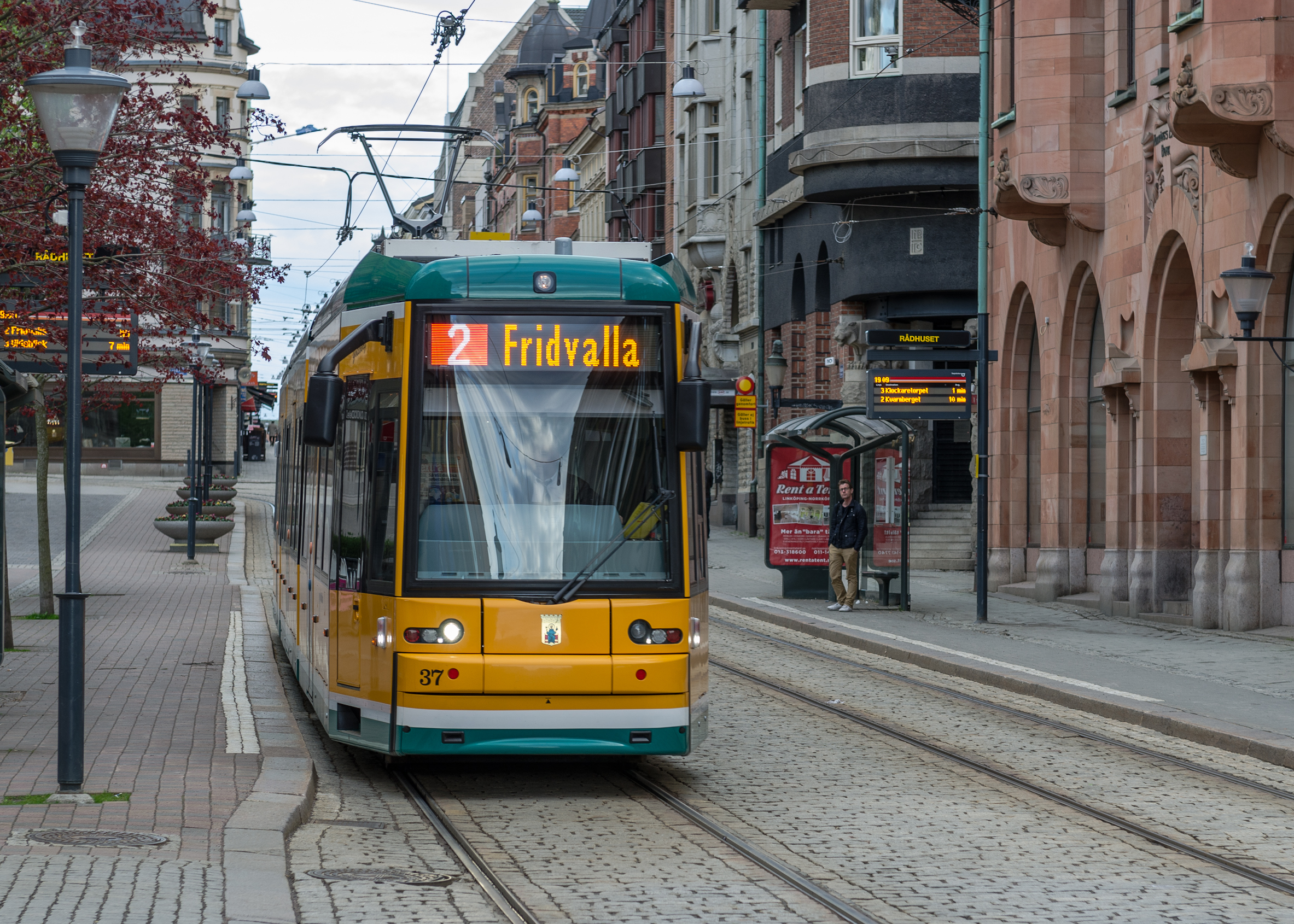
Spårvagn littera M06 på Drottninggatan i Norrköping

M06 är Norrköpings spårvägars littera på spårvagnen. År 2006 levererades fem Flexity Classic-vagnar till staden och det är detta årtal som ligger bakom typbeteckningen. Tre av vagnarna lånades 2010 ut till Stockholm. Den sista återlämnades 2012. Norrköpings spårvägar har köpt ytterligare elva Flexity Classic. Flexity Classic-vagnarna i Norrköping är numrerade från 31 och uppåt (till 46). Modellen är numera den vanligaste i stadens spårvagnstrafik.[källa behövs]

### A34 i Stockholm
A34 var SL:s littera på spårvagnen. Sex vagnar av denna typ, inlånade från Frankfurt am Main (A34F) och  Norrköping (A34N), trafikerade Spårväg City från sommaren 2010. Trafikstarten ägde rum den 23 augusti 2010 på den nyöppnade etapp 1 av Spårväg City.[källa behövs]
Vagnarna fick behålla sina inventarienummer 33-35 för Norrköpingsvagnarna respektive 262-264 för Frankfurtvagnarna under sin tid i Stockholm. När alla vagnar bytts ut mot nya likadana, fick de lånade vagnarna återvända till sina hemstäder. Den första nya vagnen levererades till Stockholm 2 oktober 2011 och resterande levererades under hösten och vintern.[källa behövs]
Vagnarna målades inte om utan "stripades" det vill säga folierades med lackad plastfolie. Färgsättningen, som avgjordes genom en offentlig tävling, avslöjades i samband med invigningen av Spårväg City den 21 augusti 2010. Förslagen var Alla ska med och City on water av Essen samt Den nya svarta av Carlsöö. Vinnare blev Den nya svarta, men vagnarna fick senare en blåvit färgsättning, som harmoniserade med den hos många andra SL-fordon. Under 2020 ersattes samtliga A34:or av A35, och skickades till Norrköping.

### M33 i Göteborg
I april 2016 meddelade Göteborgs spårvägar sitt beslut att köpa in Bombardier Flexity av samma typ som finns i Melbourne, Dresden och Bremen.
Köpet avsåg i första omgången 40 vagnar för leverans från 2019 , sedan option på ytterligare 60 vagnar fram till 2026. Upphandlingen omfattade spårvagnar med en längd på 29 – 33 meter: 30 enriktningsvagnar och 10 tvåriktningsvagnar. Det var länge oklart exakt vad för slags vagn som köptes in till Göteborg. De tre städer som nämnts som referens har olika vagnskoncept. Bremenvagnen liknar mest vagnarna i Norrköping och Stockholm, fastän med längre vagnsdelar och bredare. Dresdenvagnen är av typen Flexity Classic XXL, med dubbla boggier under ändvagnarna och svävande mellandelar. Melbournevagnen är av typen Flexity Swift[förklaring behövs] och har vissa likheter med A32 på Tvärbanan i Stockholm, fastän med betydligt längre mittdel.

## Bilder

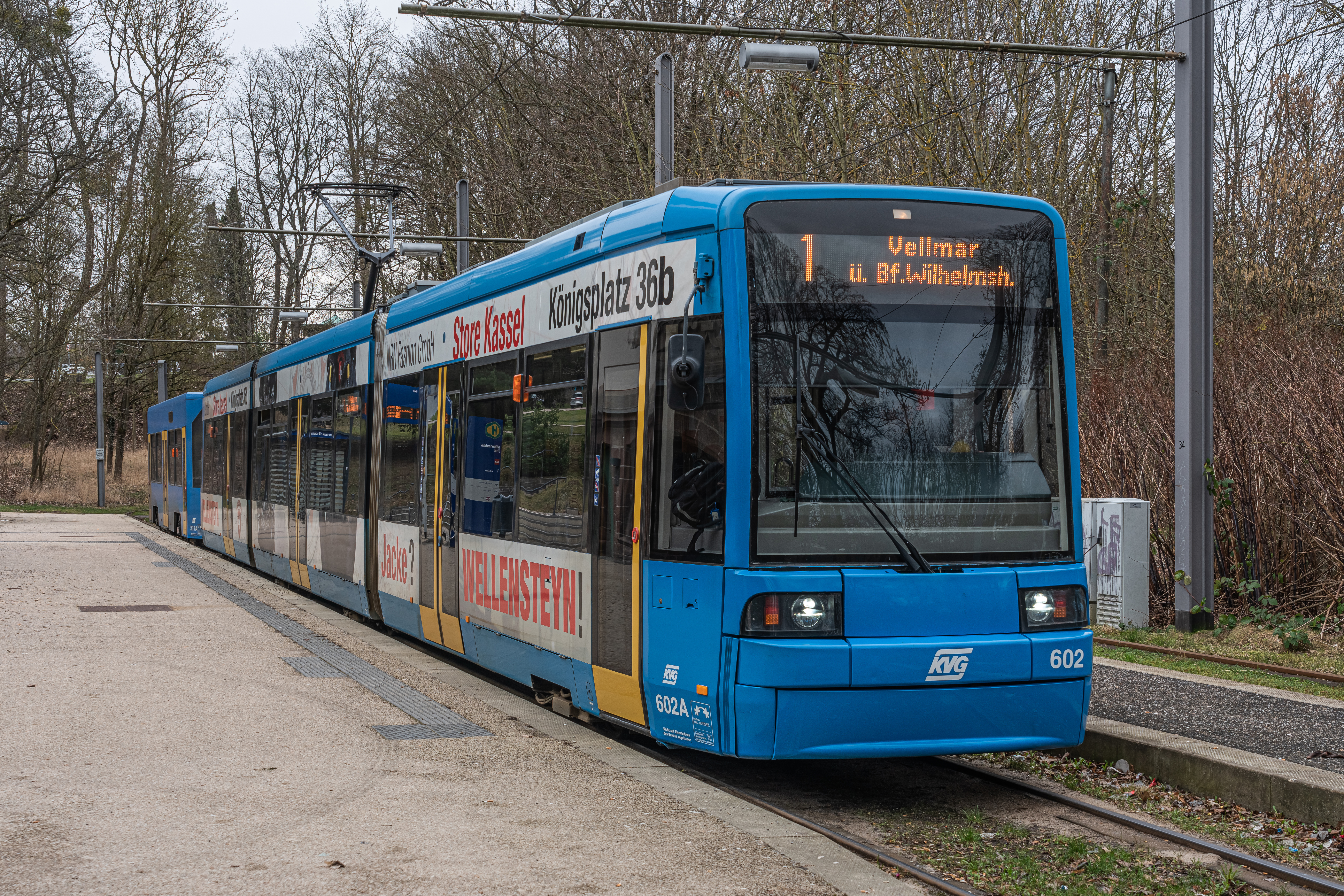
Flexity Classic i Kassel
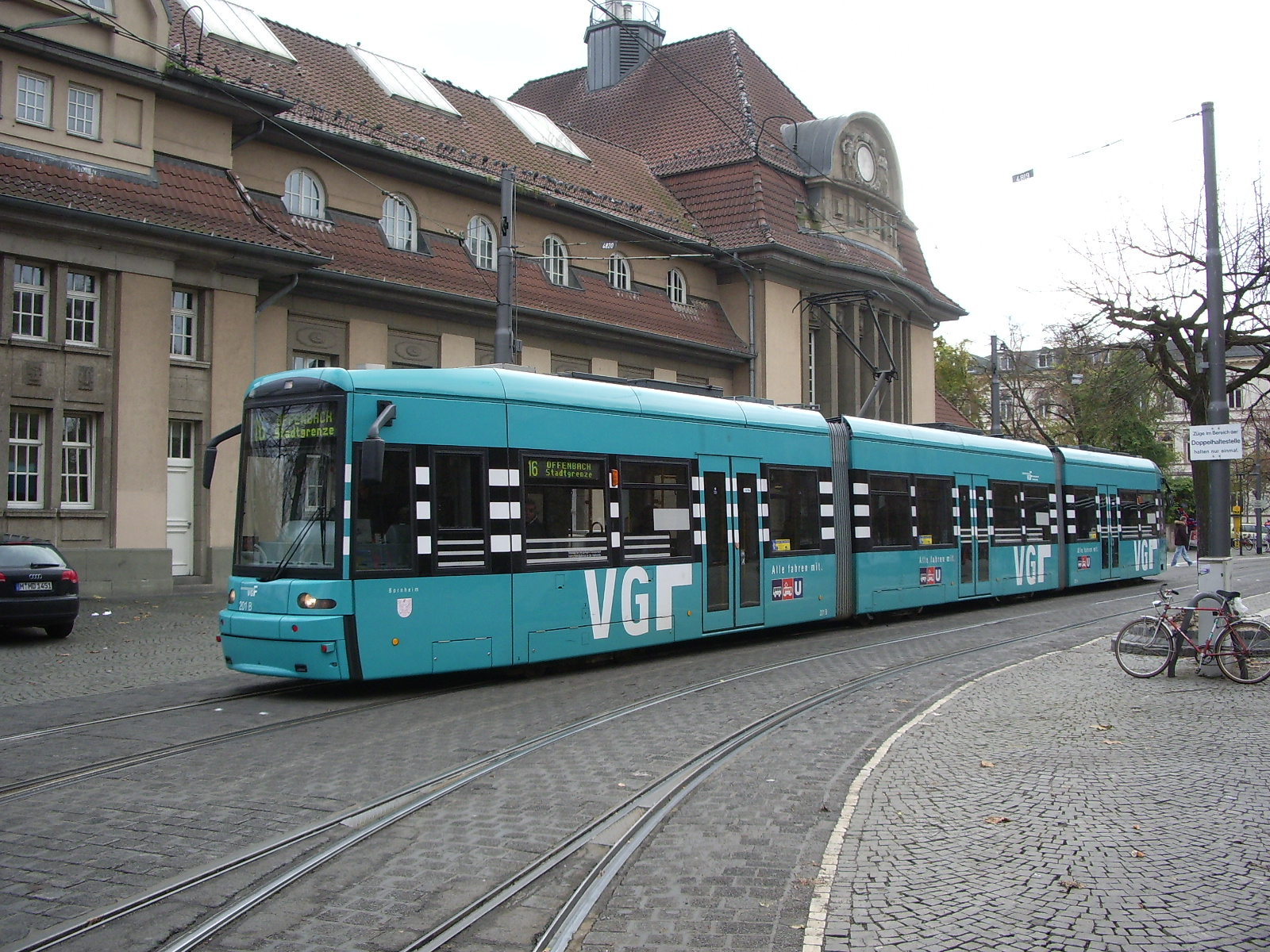
Flexity Classic i Frankfurt
Flexity Classic i tjänst hos Norrköpings spårväg
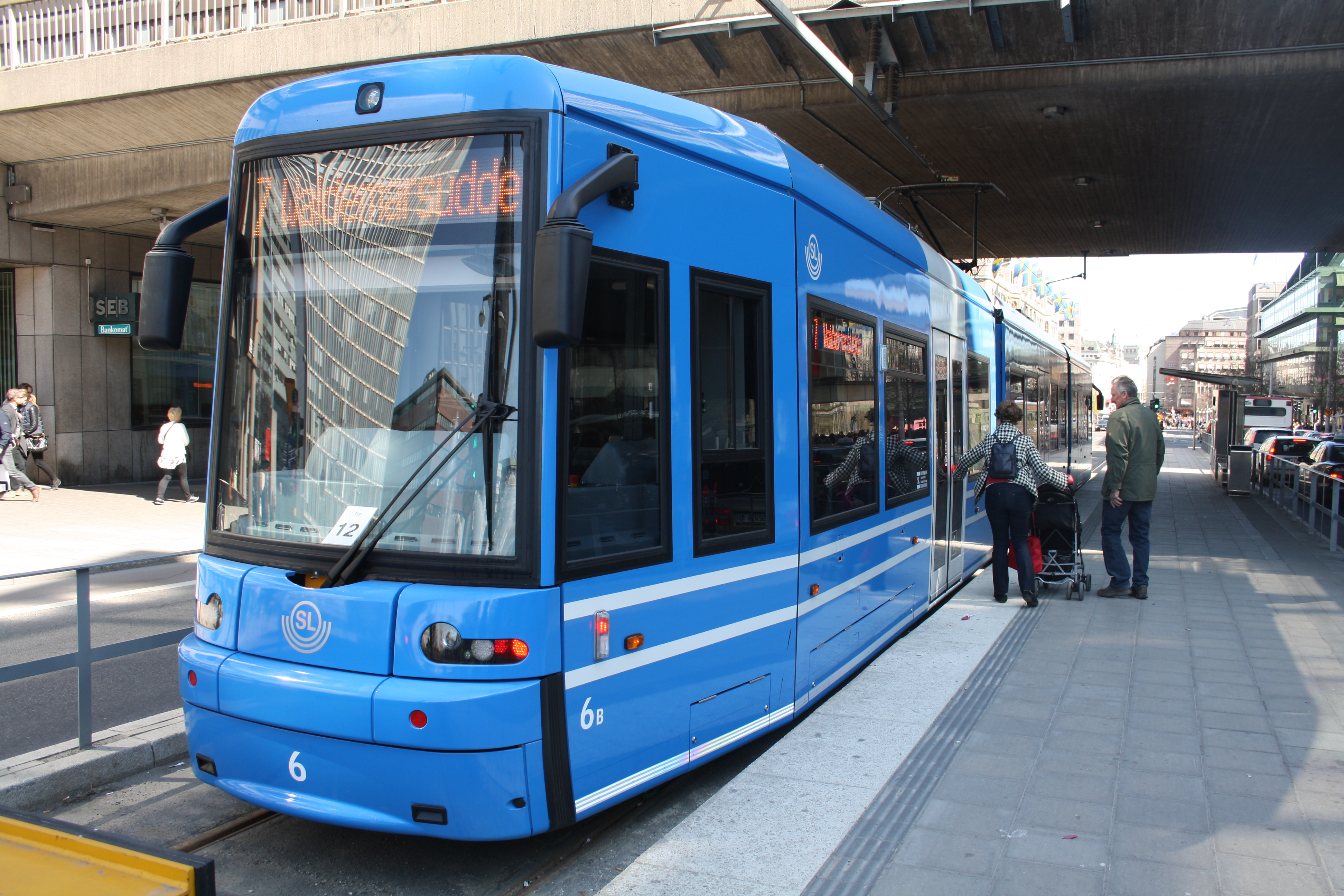
Flexity Classic, Spårväg City, i Stockholm som vagnen trafikerade tidigare på linjen.
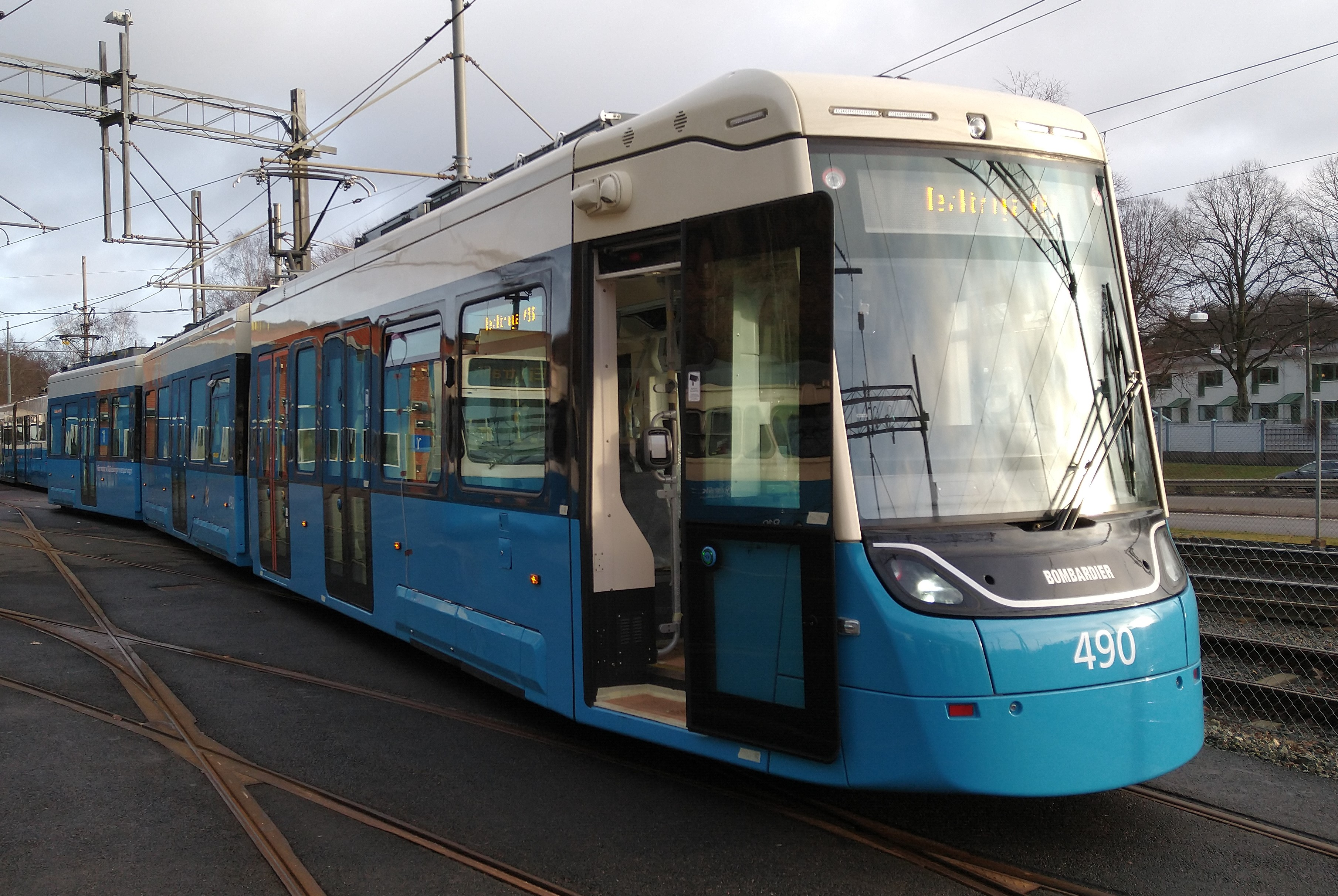
Flexity Classic i Göteborg.  Notera den annorlunda designen på vagnen